# Paramollicia dichotoma
Paramollicia dichotoma är en kräftdjursart som först beskrevs av G. W. Müller 1906.  Paramollicia dichotoma ingår i släktet Paramollicia och familjen Halocyprididae. Inga underarter finns listade i Catalogue of Life.